# أليكس وإيما
أليكس وايما هوالفيلم الرومانسي الكوميدي الأمريكي 2003 من إخراج روب راينر وبطولة كيت هدسون و لوك ويلسون . كتبه جيريمي ليفين، ويدور الفيلم حول الكاتب الذي يجب أن تتحول رواية في ثلاثين يوما أو مواجهة غضب المرابين

## روابط خارجية
- Official Site
- أليكس وإيما على موقع IMDb (الإنجليزية)
- أليكس وإيما على موقع ميتاكريتيك (الإنجليزية)
- أليكس وإيما على موقع روتن توميتوز (الإنجليزية)
- أليكس وإيما على موقع نتفليكس (الإنجليزية)
- أليكس وإيما على موقع قاعدة بيانات الأفلام العربية
- أليكس وإيما على موقع ألو سيني (الفرنسية)
- أليكس وإيما على موقع Turner Classic Movies (الإنجليزية)
- أليكس وإيما على موقع أول موفي (الإنجليزية)
- أليكس وإيما على موقع فيلمافينيتي (الإسبانية)
- أليكس وإيما على موقع قاعدة بيانات الفيلم (الإنجليزية)
- Official FaceBook Fans page